# 白鷺 (小説)
『白鷺』（しらさぎ）は、泉鏡花の長編小説。夏目漱石の周旋で、1909年（明治42年）10月から12月にかけて東京朝日新聞に連載され、翌1910年（明治43年）2月18日に春陽堂より刊行された。同年4月に本郷座で柳川春葉脚色、伊井蓉峰・喜多村緑郎・藤沢浅二郎らの出演によって初演されて以降、新派で何度も脚色・上演された。
これまでに映画化が2回、テレビドラマ化が5回行われた。

## 映画化

### 1941年版
『白鷺』（しらさぎ）は、1941年（昭和16年）5月1日公開の日本映画である。東宝映画製作・配給。監督は島津保次郎、主演は入江たか子。モノクロ、スタンダード、126分。日本画家の小村雪岱が美術考証にあたった。

#### スタッフ
- 監督：島津保次郎
- 製作：田村道美
- 脚色：山形雄策
- 台詞：久保田万太郎
- 美術考証：小村雪岱
- 製作主任：関川秀雄
- 撮影：鈴木博
- 録音：下永尚
- 編集：岩下廣一
- 音楽：早坂文雄
- 再集：豊田四郎

#### キャスト
- お篠 / 小篠：入江たか子
- 稲木潤一：黒川弥太郎
- 稲木孝：河津清三郎
- 伊達白鷹：高田稔
- 伊達の妻喜美子：千葉早智子
- 和歌吉：沢村貞子
- おとり：清川玉枝
- 内箱おかに：清川虹子
- ひな子：音羽久米子
- 砂子女中：伊達里子
- 女中お沢：立花潤子
- 待合の女将：一の宮敦子
- お篠の母お雪：藤間房子
- 角力鳥山：岸井明
- 與吉：大川平八郎
- 画商津川：汐見洋
- 五坂熊二郎：丸山定夫
- 辰巳屋幸助：御橋公
- 與兵衛：眞木順
- おでんやの親爺：横山運平
- 五坂婦人：杉村春子
- 待合砂子の女将：東日出子
- 芸者：伊藤智子、鈴村京子、京町ふみ代、青木登志江
- 婆や：川田晶子
- 髪結：三條利喜江
- 看護婦：一の瀬綾子
- 紅葉館女中：加藤欣子、林喜美子
- 酔客：柳谷寛
- 画家：深見泰三、山田長正、岬洋二
- 風月堂ボーイ：鉄一郎、若宮金太郎
- 幇間：石川冷
- 金魚売：長島武夫
- 箱屋：大崎時一郎、山形凡平
- 紅葉館の客・奥様：英百合子、戸川弓子
- 紅葉館の客・画伯：嵯峨善兵、鳥羽陽之助、永井柳筰
- 紅葉館の客・紳士：生方賢一郎、小島洋々、榊田敬二
- 紅葉館の客・半玉：三谷幸子、御舟京子、三邦映子

### 1958年版
『白鷺』（しらさぎ）は、1958年（昭和33年）11月29日公開の日本映画である。大映製作・配給。監督は衣笠貞之助、主演は山本富士子。カラー、大映スコープ、97分。
衣笠監督・山本主演の泉鏡花ものの一本。第12回カンヌ国際映画祭で特別表彰を受けた。

#### スタッフ
- 監督：衣笠貞之助
- 製作：永田雅一
- 企画：中村富士男
- 脚本：衣笠貞之助、相良準
- 撮影：渡辺公夫
- 音楽：斎藤一郎
- 美術：柴田篤二

#### キャスト
- お篠：山本富士子
- 稲木順一：川崎敬三
- 伊達七重：野添ひとみ
- 巽与吉：高松英郎
- 郁子：南左斗子
- 稲木孝：入江洋佑
- 和歌吉：角梨枝子
- 五坂熊二郎：佐野周二
- 伊達類子：三宅邦子
- 五坂秀子：清川玉枝
- おえい：村田知英子
- お滝：大美輝子
- 巽喜平：見明凡太朗
- いく：細川ちか子
- 津川作造：信欣三
- おとり：賀原夏子
- 巽弥平：上田吉二郎
- 巽おさい：小夜福子
- 沖田：小沢栄太郎
- 金融業者：花布辰男
- 大山健二
- 伊東光一
- おいね：橘公子
- おむら：町田博子
- 松田：中條静夫

#### 受賞歴
- 第12回カンヌ国際映画祭 特別表彰
- 第13回毎日映画コンクール 美術賞、色彩技術賞
- 第9回ブルーリボン賞 主演女優賞

## テレビドラマ化

### 1960年・NTV版
1960年（昭和35年）3月5日から3月26日にかけて、NTVの『日産劇場』枠（21:15-21:45）にて放送された。全4回。
キャスト
- 篠：池内淳子
- 牧真史
- 舟橋元
- 清水一郎
- 賀原夏子
- 若宮忠三郎
- 清川玉枝
- 田代信子

| 日本テレビ放送網 日産劇場 | 日本テレビ放送網 日産劇場 | 日本テレビ放送網 日産劇場 |
| 前番組                    | 番組名                    | 次番組                    |
| ------------------------- | ------------------------- | ------------------------- |
| 春琴抄                    | 白鷺 (小説)               | 運河                      |

### 1960年・KR版
1960年（昭和35年）5月22日に、KR（現TBS）の『東芝日曜劇場』（21:45-22:45）にて放送された。
キャスト
- 篠：瑳峨三智子
- 稲木順一：安井昌二
- 坂東蓑助
- 清川玉枝
- 筑紫あけみ
- 夏川大二郎
- 金田龍之介

| KR 東芝日曜劇場 | KR 東芝日曜劇場 | KR 東芝日曜劇場 |
| 前番組          | 番組名          | 次番組          |
| --------------- | --------------- | --------------- |
| 源助横町        | 白鷺 (小説)     | 姉妹のまん中    |

### 1968年版
1968年（昭和43年）7月2日に、MBSの『テレビ文学館 名作に見る日本人』枠（22:00-23:00）にて放送された。脚本は円地文子
キャスト
- 篠：藤村志保
- 稲木順一：仲谷昇
- 平木久子
- 小池朝雄
- 渥美國泰
- 赤木春恵

| MBS テレビ文学館 名作に見る日本人 | MBS テレビ文学館 名作に見る日本人 | MBS テレビ文学館 名作に見る日本人 |
| 前番組                            | 番組名                            | 次番組                            |
| --------------------------------- | --------------------------------- | --------------------------------- |
| 源叔父                            | 白鷺 (小説)                       | 三四郎                            |

### 1969年版
1969年（昭和44年）10月18日に、NETの『怪奇ロマン劇場』で放送された。
キャスト
- 篠：北林早苗
- 稲木順一：山本耕一
- 稲木綾：鷲尾真知子
- 高津住男
- 青野平義
- 東恵美子
- 浜田寅彦
- 音羽久米子

### 1974年版
1974年（昭和49年）1月23日から1月23日にかけて、NETの女・その愛のシリーズで放送された。全2回。監督は中村登、企画はマキノ雅弘、音楽は坂田晃一。ナレーターは岸田今日子。
キャスト
- 篠：山本富士子
- 稲木順一：若林豪
- 内田稔
- 鳳八千代
- 加藤和夫
- 文野朋子
- 福田公子
- 室田日出男
- 西沢利明
- 三谷昇
- 渥美國泰
- 西本裕行
- 沢井孝子
- 北村総一朗
- 石田太郎
- 加藤美津子